# 基什基爾-莉拉
基什基爾-莉拉（Kiskil-lilla），也被稱為莉莉圖或阿爾達莉莉（Ardat-Lily），是蘇美爾神話中的女性惡魔。安努和寧胡爾薩格的女兒。根據神話，基什基爾-莉拉是夜晚的風暴之神。她被描繪成一個美麗而性感的女人，腰間有兩隻貓，腳上有猛禽般的爪子。被吉爾伽美什消滅。

## 相關創作
- 魔女大戰 32名異能魔女交戰廝殺：惡魔，凱蘇吉露·莉拉。
- 遊戲王：牌組-Live☆Twin 姬斯姬魯 里菈、Evil★Twin 姬斯姬魯 里菈。